# Abutre (Marvel Comics)
Abutre (em inglês: Vulture) é o codinome usado por vários vilões de histórias em quadrinhos publicadas pela Marvel Comics. Adrian Toomes foi o primeiro usuário da alcunha e o segundo supervilão que o Homem-Aranha encontrou em suas primeiras histórias. Ao longo dos anos, outros personagens tomaram o manto como inimigos do Homem-Aranha, mas Adrian Toomes ainda é o Abutre mais recorrente.
O Abutre foi retratado em inúmeros desenhos animados e videogames do Homem-Aranha e fez sua estreia cinematográfica em Homem-Aranha: De Volta ao Lar, de 2017, interpretado por Michael Keaton.

## Publicação
O Abutre original foi criado por Stan Lee e Steve Ditko e apareceu pela primeira vez em The Amazing Spider-Man #2 (maio de 1963). Blackie Drago, o segundo Abutre, apareceu em The Amazing Spider-Man #48 e foi criado por Stan Lee e John Romita, Sr. Clifton Shallot, o terceiro Abutre, apareceu em The Amazing Spider-Man #127 e foi criado por Ross Andru, Gerry Conway e John Romita, Sr. Jimmy Natale, o quarto Abutre, apareceu em The Amazing Spider-Man #593 e foi criado por Mark Waid e Mike McKone.

## Poderes e habilidades
Utilizando seu arreio, o Abutre é capaz de voar como se fosse um voo alado natural. Ele veste uma roupa com tecido elástico sintético e um arnês eletromagnético adaptado com asas de pássaro debaixo dos braços. O dispositivo possui um gerador de anti-gráviton eletromagnético em um chicote de fios que lhe permite voar silenciosamente e manobrar precisamente. Também aumenta sua resistência à lesão a ponto de sobreviver aos melhores golpes do Homem-Aranha. Outro subproduto de sua exposição ao arnês é que, apesar de sua idade e sedentarismo, sua força física supera o desenvolvimento humano comum. Quando ele remove o chicote, algumas das suas habilidades aprimoradas desaparecem lentamente, embora a taxa em que isso transparece ainda não esteja clara. Alguns autores têm sugerido que a sua força é permanente. O Abutre é idoso e depende de seu chicote de fios para aumentar a sua força, vitalidade e capacidade atlética, bem como manter a sua vitalidade. Foi recentemente revelado que, devido ao uso prolongado do arnês, o Abutre pode levitar ou flutuar seu corpo mesmo sem o cinto, embora ele necessite de suas asas para manobrar. O Abutre tem uma nova versão de seu chicote de fios de voo que foi supostamente aumentado pelo Duende Verde, embora o Abutre tenha alegado que aumentou sua força em quinhentos por cento como um blefe para assustar a Gata Negra, que passou a espancá-lo até a morte. O Abutre é brilhante nas áreas de eletrônica e engenharia mecânica, com um grande talento para a invenção. Ele também é mestre em engenharia elétrica.
Enquanto isso, Jimmy Natale pode voar com as asas afiadas que estão ligados ao seu tronco e cuspir ácido de sua boca, além de possuir super força e maior durabilidade. Natale, mais tarde, desenvolveu garras de pássaro nas mãos e pés. Antes da sua mutação, ele era um especialista em produtos de limpeza.

## Em outras mídias

### Desenhos animados
- Uma das versões do Abutre, Blackie Dragon (referido como Homem-Abutre) aparece na série animada Spider-Man de 1967, dublado por Gillie Fenwick.
- A encarnação original do Abutre, Adrian Toomes aparece na série do Homem-Aranha de 1981, dublado por Don Messick.
- Adrian Toomes reaparece em Homem-Aranha: A Série Animada de 1994, dublado por Eddie Albert e posteriormente por Alan Johnson.
- Uma versão da contra-terra do Abutre aparece em Homem-Aranha: Sem Limites, dublado por Scott McNeil.
- Adrian Toomes novamente aparece na série animada The Spectacular Spider-Man, dublado por Robert Englund. Essa versão, Toomes possui um traje vermelho e preto, se diferenciado do uniforme verde, além de fazer parte do Sexteto Sinistro.
- Uma versão adolescente de Adrian Toomes aparece na série animada Ultimate Spider-Man, dublado por Tom Kenny.
- Um Adrian Toomes de meia-idade aparece em Spider-Man, dublado por Alastair Duncan.

### Filmes
- Durante o começo do desenvolvimento de Homem-Aranha 3, Ben Kingsley estava em negociações para interpretar o Abutre no filme, mas o produtor Avi Arad convenceu o diretor Sam Raimi a usar Venom em seu lugar.[1][2] Em dezembro de 2009, John Malkovich estava em negociações para interpretar o Abutre em Homem-Aranha 4,[3] mas o filme foi cancelado em janeiro de 2010. Ao invés disso, o personagem estreou no filme Spider-Man: Homecoming, de 2017, interpretado por Michael Keaton.[4][5]
- Keaton aparece como Abutre em uma cena pós-créditos do filme Morbius.
- Jorma Taccone interpreta uma versão renascentista do personagem em Spider-Man: Across the Spider-Verse, de 2023.